# 1772 Гагарин
1772 Гагарин (енгл. 1772 Gagarin) је астероид главног астероидног појаса са средњом удаљеношћу од Сунца која износи 2,529 астрономских јединица (АЈ).
Апсолутна магнитуда астероида је 12,2.